# Montagne (Trentino)
Montagne ist eine ehemalige italienische Gemeinde in der Provinz Trient, Region Trentino-Südtirol.

## Geschichte
Montagne war bis 2015 eine Gemeinde etwa 28 km westlich von Trient und bestand aus den drei Fraktionen Binio, Cort und Larzana. Der Gemeindesitz befand sich in Larzana. Am 1. Januar 2016 schloss sich Montagne mit Preore und Ragoli zur neuen Gemeinde Tre Ville zusammen. Nachbargemeinden waren Bocenago, Darè, Pelugo, Preore, Ragoli, Spiazzo, Stenico, Vigo Rendena und Villa Rendena. Die Gemeinde  Montagne gehörte der Talgemeinschaft Comunità delle Giudicarie sowie der Comunità delle Regole di Spinale e Manez an. Das ehemalige Gemeindegebiet erstreckte sich über die südlichen Ausläufer der Brenta-Gruppe zwischen dem Passo Daone (1290 m s.l.m.) im Norden und dem Sarcatal im Süden.

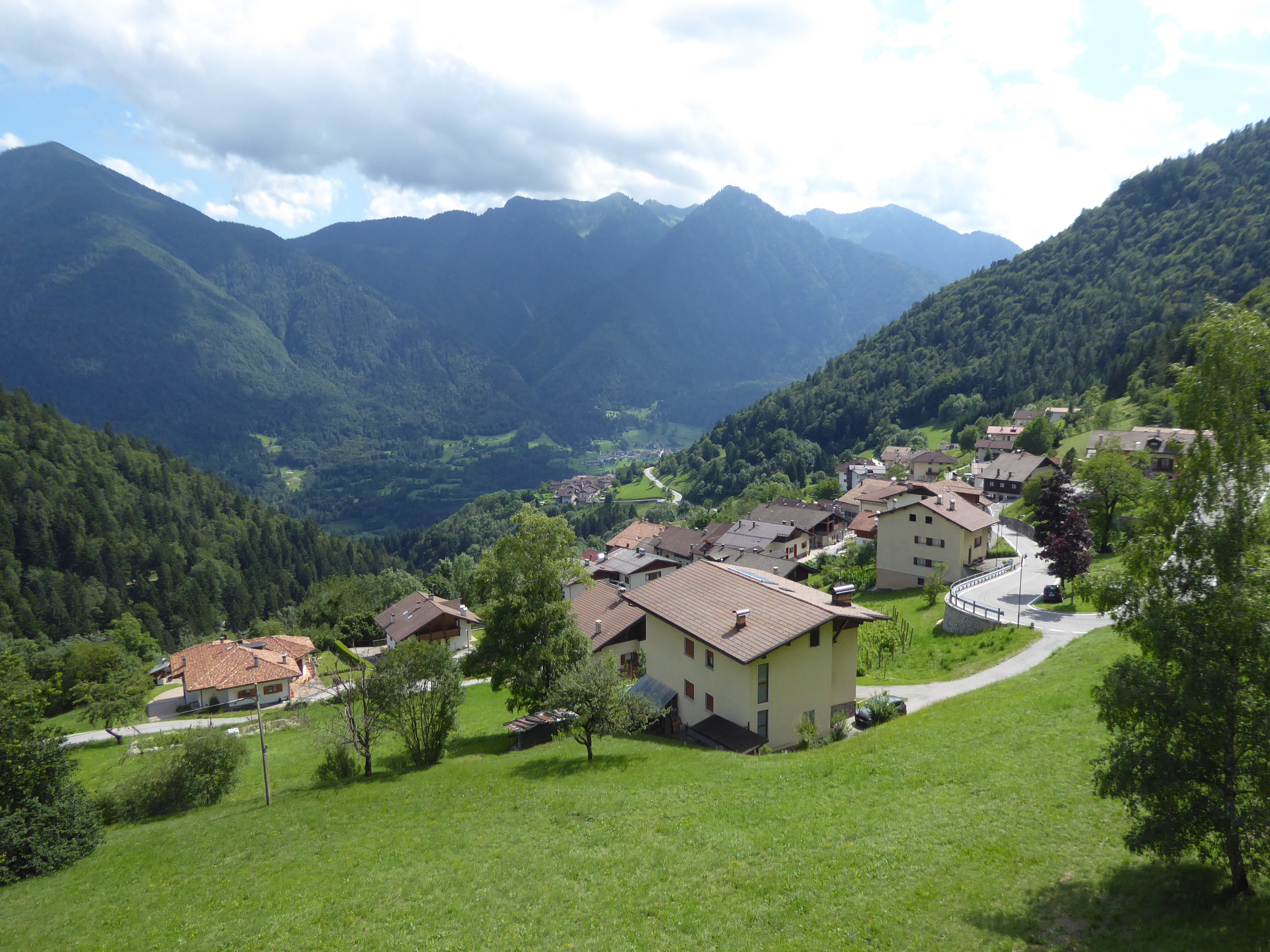
Larzana
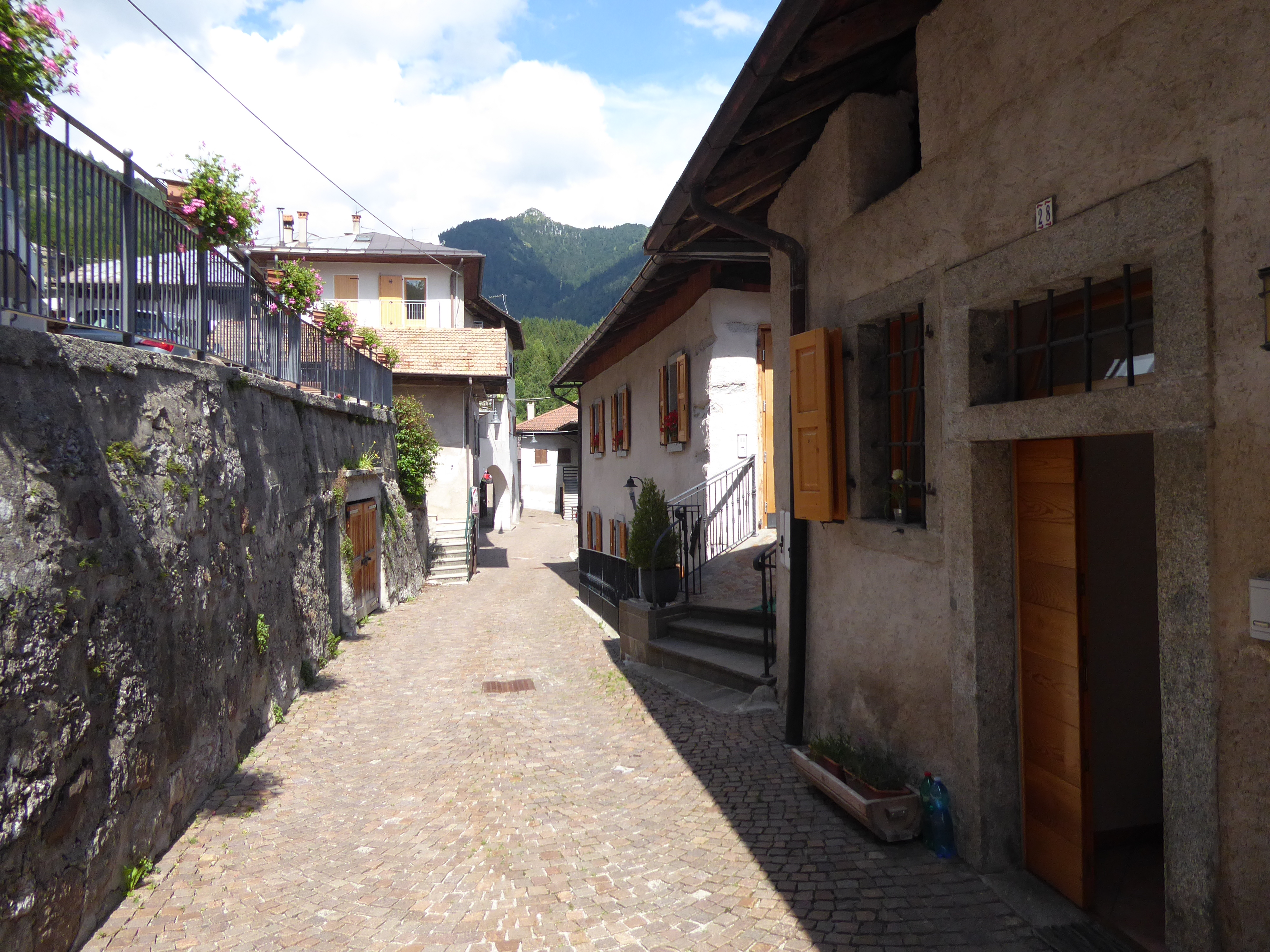
Binio
Ehemalige Gemeindewappen
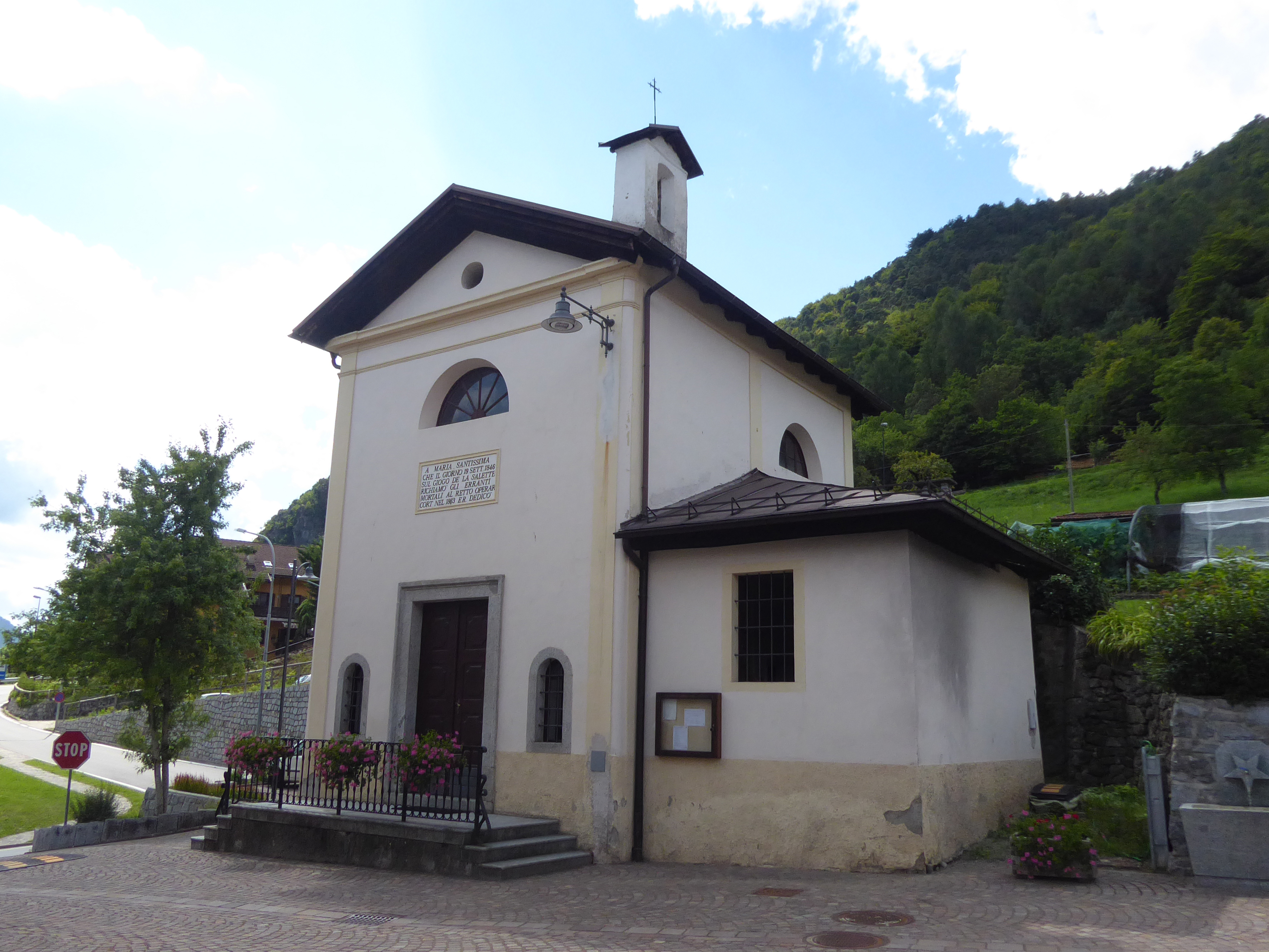
Madonna de la Salette in Cort